# Quốc ca Cộng hòa Belarus
Quốc ca Cộng hòa Belarus (tiếng Belarus: Дзяржаўны гімн Рэспублікі Беларусь), thường được gọi My Biełarusy (Мы, беларусы – nghĩa là Chúng ta, người Belarus) là quốc ca của Cộng hòa Belarus.
Bài Quốc ca này được Tổng thống Aliaksandr Ryhoravich Lukashenka chính thức phê chuẩn Quốc ca vào ngày 2 tháng 7 năm 2002. Nhạc của bài quốc ca này cũng chính là nhạc của Quốc ca Cộng hòa Xã hội chủ nghĩa Xô Viết Byelorussia, nhưng lời bài hát đã được thay thế bằng lời do Klimkovich và Uładzimir Karyzny sáng tác.

## Lời bài hát
- Lời: Michaś Klimkovič và Uładzimir Karyzna
- Nhạc: Nieścier Sakałowski

### Lờitiếng Belarus
| Lời viết bằng ký tự Cyrill | Phiên âm La Tinh | Chuyển tự IPA |
| Мы, беларусы – мірныя людзі, Сэрцам адданыя роднай зямлі, Шчыра сябруем, сілы гартуем Мы ў працавітай, вольнай сям’і. Прыпеў: Слаўся, зямлі нашай светлае імя, Слаўся, народаў братэрскі саюз! 𝄆 Наша любімая маці-Радзіма, Вечна жыві і квітней, Беларусь! 𝄇 Разам з братамі мужна вякамі Мы баранілі родны парог, У бітвах за волю, бітвах за долю Свой здабывалі сцяг перамог! Прыпеў Дружба народаў – сіла народаў – Наш запаветны, сонечны шлях. Горда ж узвіся ў ясныя высі, Сцяг пераможны – радасці сцяг! Прыпеў | My, biełarusy – mirnyja ludzi, Sercam addanyja rodnaj ziamli, Ščyra siabrujem, siły hartujem My w pracavitaj, volnaj siamji. Prypiew: Sławsia, ziamli našaj śvetłaje imia, Sławsia, narodaw braterski sajuz! 𝄆 Naša lubimaja maci-Radzima, Viečna žyvi i kvitniej, Biełaruś! 𝄇 Razam z bratami mužna viakami My baranili rodny paroh, U bitvach za volu, bitvach za dolu Svoj zdabyvali ściah peramoh! Prypiew Družba narodaw – siła narodaw – Naš zapavietny, sonečny šlach. Horda ž uźvisiaw jasnyja vysi, Ściah pieramožny – radaści ściah! Prypiew | [mɨ ǀ bʲe̞ɫ̪ärus̪ɨ ǀ mʲirn̪ɨjä l̪ʲud̻͡z̪ʲi ǀ] [s̪e̞rt̻͡s̪äm äd̪ːän̪ɨjä ro̞d̪n̪äj z̪ʲäml̪ʲi \|] [ʂʈ͡ʂɨrä s̪ʲäbruje̞m ǀ s̪ʲiɫ̪ɨ ɣärt̪uje̞m] [mɨw prät̻͡s̪ävʲit̪äj ǀ vo̞l̪ʲn̪äj s̪ʲämji ‖] [prɨpʲe̞w] [s̪ɫ̪äws̪ʲä ǀ z̪ʲäml̪ʲi n̪äʂäj s̪ʲvʲe̞t̪ɫ̪äje̞ imʲä ǀ] [s̪ɫ̪äws̪ʲä ǀ n̪äro̞d̪äw brät̪e̞rs̪kʲi s̪äjus̪ ‖] 𝄆 [n̪äʂä l̪ʲubʲimäjä mät̻͡s̪ʲi räd̻͡z̪ʲimä ǀ] [vʲe̞ʈ͡ʂn̪ä ʐɨvʲi ji kvʲit̪n̪ʲe̞j ǀ bʲe̞ɫ̪ärus̪ʲ ‖] 𝄇 [räz̪äm z̪‿brät̪ämʲi muʐn̪ä vʲäkämʲi] [mɨ bärän̪ʲil̪ʲi ro̞d̪n̪ɨ päro̞x \|] [β̞‿bʲit̪vaɣ z̪ä vo̞l̪ʲu ǀ bʲit̪vaɣ z̪ä d̪o̞l̪ʲu] [s̪vo̞j z̪d̪äbɨväl̪ʲi s̪ʲt̻͡s̪ʲäx pe̞rämo̞x ‖] [prɨpʲe̞w] [d̪ruʐbä n̪äro̞d̪äw s̪ʲiɫ̪ä n̪äro̞d̪äw] [n̪äʐˑz̪äpävʲe̞t̪n̪ɨ ǀ s̪o̞n̪ʲe̞ʈ͡ʂn̪ɨ ʂl̪ʲäx ‖] [ɣo̞rd̪ä ʐ‿uz̪ʲvʲis̪ʲäw jäs̪n̪ɨjä vɨs̪ʲi ǀ] [s̪ʲt̻͡s̪ʲäx pʲe̞rämo̞ʐn̪ɨ räd̪äs̪ʲt̻͡s̪ʲi s̪ʲt̻͡s̪ʲäx ‖] [prɨpʲe̞w] |

### Lờitiếng Nga
| Ký tự Cyrill | Ký tự Latinh |
| --- | --- |
| Мы, белорусы – мирные люди, Сердцем преданные родной земле. Искренне дружим, силы закаляем, Мы в трудолюбивой, свободной семье. Припев: Славься, земли нашей светлое имя, Славься, народов братский союз! 𝄆 Наша любимая мать-Отчизна, Вечно живи и цвети, Беларусь! 𝄇 Вместе с братьями храбро веками Мы защищали родной порог, В битвах за волю, битвах за долю Свое добывали знамя побед! Припев Дружба народов – сила народов – Наш заветный, солнечный путь. Гордо ж возвейся в ясные выси, Знамя победное – радости флаг! Припев | My, bełorusy – mirnyje ludi, Sierdciem priedannyje rodnoj ziemle. Iskriennie družim, siły zakalajem, My v trudolubivoj, svobodnoj siemje. Pripiev: Słavjsia, ziemli našiej svietłoje imia, Słavjsia, narodov bratskij sojuz! 𝄆 Naša lubimaja matj-Otčizna, Viečno živi i cvieti, Biełaruś! 𝄇 Vmiestie s bratjami hrabro viekami My zaščiščali rodnoj porog, V bitvah za volu, bitvah za dolu Svoje dobyvali znamia pobied! Pripiev Družba narodov – siła narodov – Naš zavietnyj, sołniečnyj putj. Gordo ž vozviejsia v jasnyje vysi, Znamia pobiednoje – radosti flag! Pripiev |

### Tạm dịch
Chúng ta, những người dân Belarus, những con người yêu hòa bình,

Với trái tim luôn được hiến dâng cho Tổ quốc.

Chúng ta là những người bạn thủy chung,

Cùng sống và lớn lên trong một gia đình cần lao và tự chủ.
Điệp khúc

Vinh quang thay, tên gọi thiêng liêng của Tổ quốc ta

Vinh quang thay, tình đoàn kết và tình anh em bền chặt của nhân dân ta !

Trường tồn và phồn vinh,

Mẹ Tổ quốc thân yêu của chúng ta, Belarus!
Hàng thế kỷ nay, cùng với những người anh em

Chúng ta đã anh dũng bảo vệ biên giới của Tổ quốc.

Trong cuộc chiến vì tự do và vận mệnh của chúng ta,

Chúng ta đã giành được ngọn cờ chiến thắng!
Điệp khúc

Vinh quang thay, tên gọi thiêng liêng của Tổ quốc ta

Vinh quang thay, tình đoàn kết và tình anh em bền chặt của nhân dân ta !

Trường tồn và phồn vinh,

Mẹ Tổ quốc thân yêu của chúng ta, Belarus!
Tình hữu nghị giữa các dân tộc là sức mạnh của nhân dân,

Tỏa ánh nắng trên con đường thiêng liêng của chúng ta.

Huy hoàng, rực rỡ trên bầu trời trong sáng,

Là ngọn cờ chiến thắng, ngọn quốc kỳ niềm tin!
Điệp khúc

Vinh quang thay, tên gọi thiêng liêng của Tổ quốc ta

Vinh quang thay, tình đoàn kết và tình anh em bền chặt của nhân dân ta !

Trường tồn và phồn vinh,

Mẹ Tổ quốc thân yêu của chúng ta, Belarus!

## Âm thanh
- Trục trặc khi nghe? Xem hướng dẫn.

## Bản nhạc

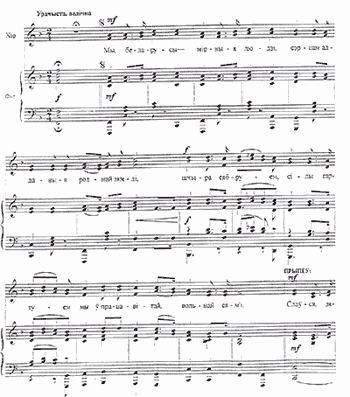
Lời hát, trang đầu
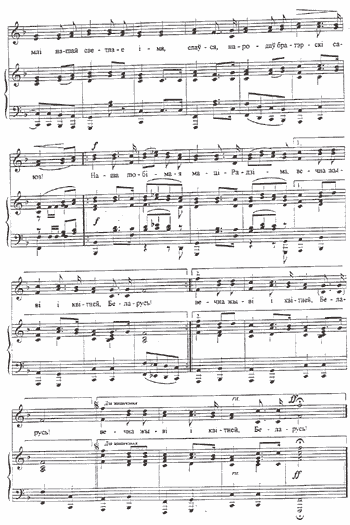
Lời hát, trang hai
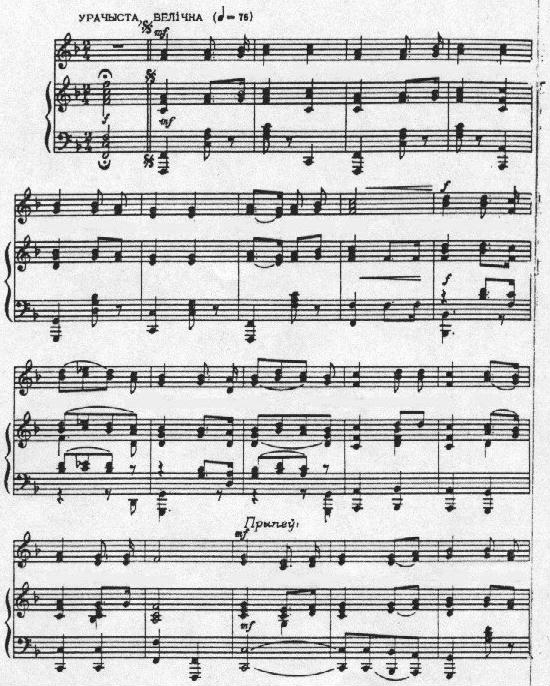
Nhạc khí, trang đầu
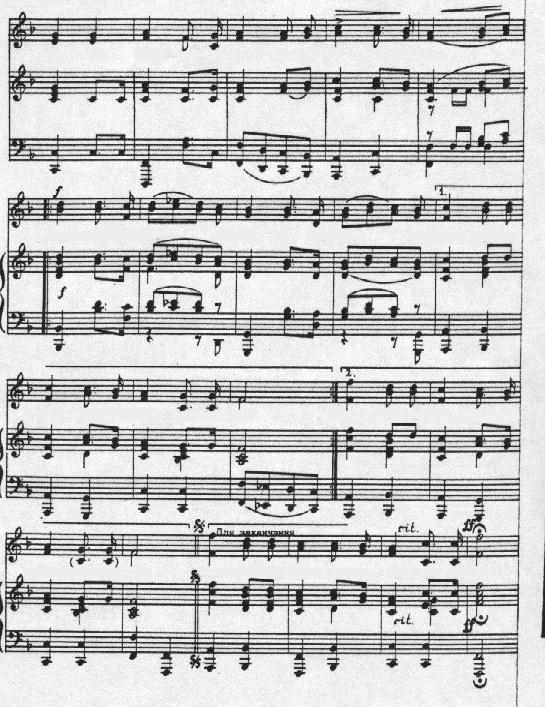
Nhạc khí, trang hai